# Edictum Rothari
Het Edictum Rothari werd opgesteld onder het bewind van de Longobardische koning Rothari (606 – 652).
Dit edict werd in 643 opgetekend in de vulgair Latijnse taal, maar had juridisch nog een sterk Germaans karakter. In eerste instantie lag de nadruk sterk op het stammenrecht. Door latere koningen werden passages toegevoegd over het civiele recht en het strafrecht.
In de elfde eeuw werd het edict onderdeel van het aan de universiteiten van Pavia en Bologna onderwezen Italiaans recht.
De tekst van het Edictum Rothari is onder andere uitgegeven door de Monumenta Germaniae Historica in het deel Leges Langobardorum onder redactie van Friedrich Bluhme en Alfred Boretius (Hannover 1868; MGH, Leges in folio, 4; herdruk 1984). Een nieuwe editie is in voorbereiding.

## Taalkundig belang
Ook vanuit taalkundig oogpunt is het Edictum Rothari van belang. Om de betekenis van de tekst goed tot haar recht te laten komen werd een groot aantal Longobardische woorden in de tekst ingepast.
Enkele woorden zijn:
Gairethinx (in veel verschillende varianten, bijvoorbeeld garethinx gariethix): "openbare vergadering van met de speer bewapende Longobarden", of "rechtshandeling op het ding" (vergelijk Nederlands ding). Zij stelden ook het Edictum Rothari vast.
Gafand: "onderdeel uitmakende van de overeenkomsten" (vergelijk Oudhoogduits vant, "verdrag"), of "naaste rechthebbende partij bij verhaal op een schuldenaar".
Gahagium: "vorst".